# Clortetraciclină
Clortetraciclina este un antibiotic din clasa tetraciclinelor, primul compus din această clasă care a fost identificat. Deși prezintă importanță istorică, mai este utilizat în tratamentul infecțiilor bacteriene doar în medicina veterinară (tratamentul conjuctivitei la pisici, câini și cai).
Compusul a fost descoperit în anul 1945 la Lederle Laboratories, fiind identificat într-o cultură de actinomicetă ce provenea din sol. Specia a fost denumită Streptomyces aureofaciens iar compusul izolat aureomicină, datorită culorii sale galbene.